# Oliver Grob
Oliver Grob (* 5. prosince 1996 Cham) je švýcarský rychlobruslař.
Ve Světovém poháru juniorů a na juniorských světových šampionátech závodil od roku 2012. Jedním startem debutoval v seniorském Světovém poháru v roce 2015, pravidelně však v této soutěži začal nastupovat roku 2017. V roce 2018 se poprvé představil na mistrovství Evropy. Na ME 2020 získal v týmovém sprintu bronzovou medaili, v téže disciplíně se na Mistrovství světa 2020 umístil se švýcarským družstvem na páté příčce.